# Mucor tuberculisporus
Mucor tuberculisporus är en svampart som beskrevs av Schipper 1978. Mucor tuberculisporus ingår i släktet Mucor och familjen Mucoraceae.   Inga underarter finns listade i Catalogue of Life.